# Drosophila gunungcola
Drosophila gunungcola este o specie de muște din genul Drosophila, familia Drosophilidae, descrisă de Sultana, Kimura și Masanori Joseph Toda în anul 1999. Conform Catalogue of Life specia Drosophila gunungcola nu are subspecii cunoscute.